# Train (film 2008)
Train – amerykański filmowy horror z gatunku gore w reżyserii Gideona Raffa. Film powstał w 2008 roku.

## Opis fabuły
Na międzynarodowych zawodach sportowych odbywających się w Europie Wschodniej grupa amerykańskich sportowców świętuje swe zwycięstwo. Przed udaniem się w dalszą drogę, postanawiają spędzić noc w jednym z miejscowych klubów. Upojna zabawa trwająca przez całą noc sprawia, że Amerykanie spóźniają się na swój pociąg. Z pomocą przychodzi im miejscowa lekarka, która poleca zapaśnikom inny pociąg jadący do Odessy, którym sama także zamierza odbyć podróż. Szczęście sportowców nie trwa jednak długo. W trakcie podróży zaczynają znikać kolejni pasażerowie, a tytułowy „pociąg” okazuje się być łowiskiem dla sadystycznych handlarzy ludzkimi organami. Rozpoczyna się krwawe polowanie.

## Obsada
- Thora Birch – Alana „Alex” Maxwell
- Gideon Emery – Willy
- Derek Magyar – Todd
- Gloria Votsis – Claire
- Kavan Reece – Sheldon
- Todd Jensen – trener Harris
- Kojna Rusewa – dr. Velislava
- Walentin Ganew – konduktor
- Dilana Popowa – dziewczynka

## Informacje dodatkowe
Początkowo film miał być remakiem thrillera Terror w pociągu (1980) z Jamie Lee Curtis w roli głównej, lecz reżyser zrezygnował z tego pomysłu, tworząc horror gore.